# WWE Greatest Royal Rumble
Greatest Royal Rumble foi um evento de luta livre profissional produzido pela WWE e transmitido pelo WWE Network que ocorreu em 27 de abril de 2018 no Estádio King Abdullah Sports City na cidade de Jidá, Arábia Saudita. Todos os títulos masculinos da empresa foram defendidos no evento, que também contou com uma luta Royal Rumble com 50 participantes.

## Antecedentes
Desde a sua criação em 1988 por Pat Patterson, o Royal Rumble é um evento em pay-per-view produzido anualmente pela WWE em janeiro. O combate característico do show é sua luta homônima, uma battle royal cujos participantes entram em intervalos regulares. Com cinquenta lutadores, a edição do Greatest Royal Rumble incluirá a maior quantidade de participantes até a data.
Em 5 de março de 2018, a WWE e a Autoridade-Geral de Esportes da Arábia Saudita anunciaram o Greatest Royal Rumble, um evento ao vivo que seria realizado em 27 de abril de 2018 no Estádio Internacional King Abdullah, parte da King Abdullah Sports City, em Jidá, Arábia Saudita. O evento faz parte de uma parceria multi-plataforma estratégica de 10 anos entre a WWE e a Autoridade-Geral de Esportes em apoio ao projeto Visão 2030, um programa de reforma social e econômica da Arábia Saudita.
Em 19 de março de 2018, a WWE agendou sete lutas por campeonatos para o evento: Campeonato da WWE, Campeonato Universal, Campeonato Intercontinental, Campeonato dos Estados Unidos, Campeonatos de Duplas do Raw e SmackDown, bem como o Campeonato de Pesos-Médios da WWE. As mulheres não participarão do show devido a restrições no país; no entanto, elas podem aparecer como convidadas.
Conforme revelado em 22 de março de 2018, o evento foi transmitido no WWE Network nos Estados Unidos e em pay-per-view via Sky Box Office no Reino Unido.

## Resultados
| Nº                                          | Resultados                                                                     | Estipulações                                              | Tempo   |
| ------------------------------------------- | ------------------------------------------------------------------------------ | --------------------------------------------------------- | ------- |
| 1                                           | John Cena derrotou Triple H                                                    | Luta individual                                           | 15:45   |
| 2                                           | Cedric Alexander (c) derrotou Kalisto                                          | Luta individual pelo Campeonato dos Pesos-Médios da WWE   | 10:10   |
| 3                                           | Bray Wyatt e Matt Hardy derrotaram Cesaro e Sheamus                            | Luta de duplas pelo vago Campeonato de Duplas do Raw      | 8:51    |
| 4                                           | Jeff Hardy (c) derrotou Jinder Mahal (com Sunil Singh)                         | Luta individual pelo Campeonato dos Estados Unidos da WWE | 6:10    |
| 5                                           | The Bludgeon Brothers (Harper e Rowan) (c) derrotou The Usos (Jey e Jimmy Uso) | Luta de duplas pelo Campeonato de Duplas do SmackDown     | 5:05    |
| 6                                           | Seth Rollins (c) derrotou Finn Bálor, The Miz e Samoa Joe                      | Luta de escadas pelo Campeonato Intercontinental da WWE   | 14:33   |
| 7                                           | AJ Styles (c) vs. Shinsuke Nakamura acabou em dupla contagem                   | Luta individual pelo Campeonato da WWE                    | 14:29   |
| 8                                           | The Undertaker derrotou Rusev                                                  | Luta de caixão                                            | 9:38    |
| 9                                           | Brock Lesnar (c) (com Paul Heyman) derrotou Roman Reigns                       | Luta em uma jaula de aço pelo Campeonato Universal da WWE | 9:16    |
| 10                                          | Braun Strowman venceu ao eliminar por último Big Cass                          | Luta Royal Rumble de 50 lutadores                         | 1:17:05 |
| (c) – Refere-se aos campeões antes da luta. |                                                                                |                                                           |         |

1. ↑  Também foi exibido em pay-per-view fora dos Estados Unidos.[2]

### Torneio pelo Campeonato de Duplas doRaw
|  | Primeira fase Raw (09/04) | Primeira fase Raw (09/04)                | Primeira fase Raw (09/04) |  |  | Semifinais Raw (16/04) | Semifinais Raw (16/04)                   | Semifinais Raw (16/04) |  |  | Final Greatest Royal Rumble (27/04) | Final Greatest Royal Rumble (27/04) | Final Greatest Royal Rumble (27/04) |
|  |                           |                                          |                           |  |  |                        |                                          |                        |  |  |                                     |                                     |                                     |
|  |                           | The Revival (Dash Wilder e Scott Dawson) | Pin                       |  |  |                        |                                          |                        |  |  |                                     |                                     |                                     |
|  |                           | Luke Gallows e Karl Anderson             | 3:35                      |  |  |                        |                                          |                        |  |  |                                     | Cesaro e Sheamus                    | 8:51                                |
|  |                           |                                          |                           |  |  |                        | The Revival (Dash Wilder e Scott Dawson) | 5:25                   |  |  |                                     | Matt Hardy e Bray Wyatt             | Pin                                 |
|  |                           |                                          |                           |  |  |                        | Matt Hardy e Bray Wyatt                  | Pin                    |  |  |                                     |                                     |                                     |
|  |                           | Matt Hardy e Bray Wyatt                  | Pin                       |  |  |                        |                                          |                        |  |  |                                     |                                     |                                     |
|  |                           | Titus Worldwide (Titus O'Neil e Apollo)  | 5:07                      |  |  |                        |                                          |                        |  |  |                                     |                                     |                                     |